# 観行坊

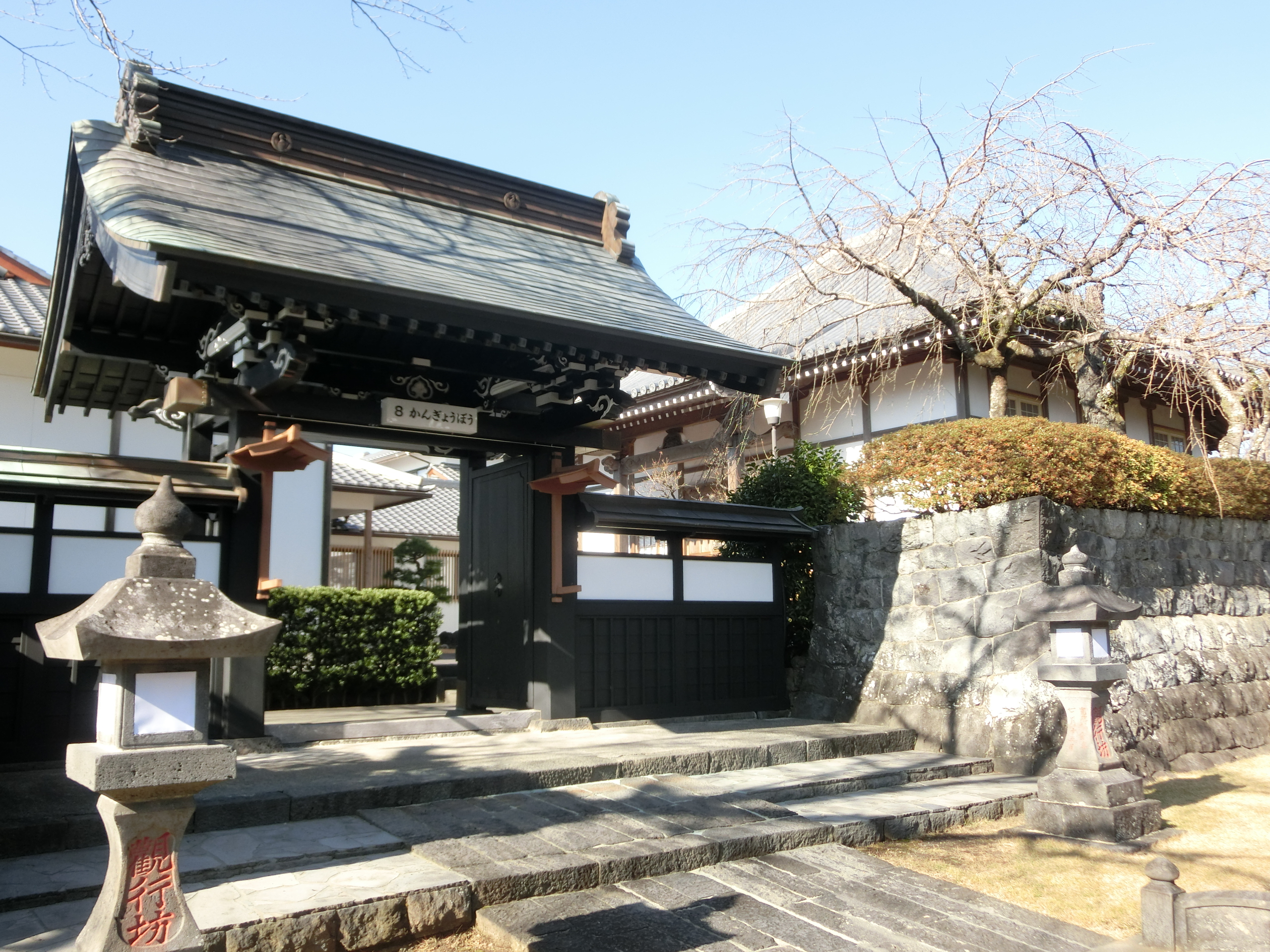
観行坊

観行坊（かんぎょうぼう）は、日蓮正宗総本山大石寺の塔中坊の一つ。表塔中にある。

## 歴史
- 1319年（元応元年） - 第3祖日目の弟子である伊勢公日円を開基として建立される。
- 1781年（天明元年）8月 - 改築される。
- 1957年（昭和32年）12月 - 旧本堂一部改修、庫裏改築。
- 1972年（昭和47年）6月20日 - 66世日達が現在の本堂安置の板本尊を書写。
- 2008年（平成20年）8月23日 - 立正安国論正義顕揚750年記念局総本山総合整備事業の一環として改築される。